# Tubulin
Tubulin je poglavitna beljakovina v mikrotubulih; spada v družino globularnih beljakovin. Posamezna molekula ima molekulsko maso okoli 55 kDa. Mikrotubule sestavljajo dimeri α- in β-podenot tubulina. Obe podenoti sta rahlo kisli, njuna izoelektrična točka znaša okoli 5,2–5,8.
Za tubulin so dolgo domnevali, da je značilen le za evkarionte, vendar se je nedavno izkazalo, da je beljakovina FtsZ, ki sodeluje pri delitvi prokariontskih celic, evolucijsko sorodna s tubulinom.

## Tubulin α in tubulin β
V strukturi mikrotubulov sta dimera tubulina α in tubulina β vezana na GTP. Po vključitvi dimera v molekulo mikrotubula lahko pride do hidrolize GTP-ja, vezanega na podenoto β, in nastane GDP.. Ali je na podenoto β vezan GTP ali GDP, vpliva na obstojnost dimera v velemolekuli mikrotubula. Dimeri, vezani na GTP, težijo k povezovanju v mikrotubule, medtem ko dimeri, vezani na GDP težijo k depolimerizaciji; torej je cikel vezave GTP-ja/GDP-ja odločilen za dinamično nestabilnost mikrotubulov.
V živčnih celicah je prisotna posebna oblika podenote β, in sicer tubulin β razreda III, ki je pogosto uporabljen kot specifični identifikator za živčne celice.

## Tubulin γ
Nadalje je poznana tudi podenota γ, ki pomembna za polarno orientacijo mikrotubulov, in jo najdemo zlasti v centromerah in v polih delitvenega vretena.        

## Tubulin δ in tubulin ε
Tubulina delta (δ) in epsilon (ε) so našli v centriolih in najbrž odigrata vlogo pri tvorbi delitvenega vretena v procesu mitoze, vendar sta slabo raziskana.

## Farmakologija
Tubulini so biološke tarče za nekatera zdravila proti raku, in sicer za taksane (npr. paklitaksel) ter za alkaloide rožnatega zimzelena (npr. vinblastin, vinkristin). Tudi kolhicin, ki se uporablja proti putiki, se veže na tubulin in prepreči tvorbo mikrotubulov, kar zavira gibljivost nevtrofilcev, ki sicer pospešeno potujejo na prizadeto območje in pospešujejo vnetje.
Tudi protiglivična učinkovina grizeofulvin vpliva na tvorbo mikrotubulov in se zato uporablja v terapiji raka.